# 테오도어 모렐

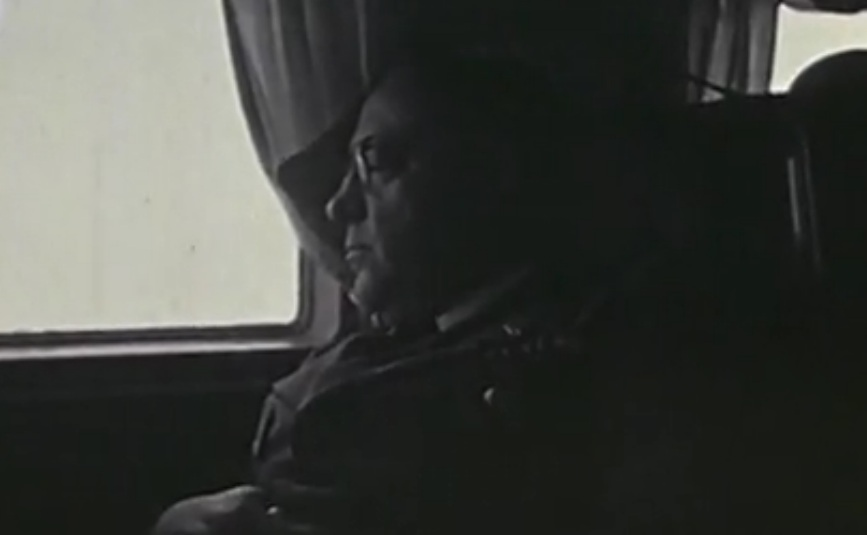
테오도어 모렐

테오도어 길베르트 모렐(독일어: Theodor Gilbert Morell, 1886년 7월 22일 ~ 1948년 5월 26일)는 독일의 의사로, 나치 독일 시절 아돌프 히틀러의 주치의였다. 그의 몸에선 악취가 심해서, 나치당 내에서 그의 실력을 의심하는 자는 거의 없었지만, 그를 좋아하는 자도 거의 없었다.

## 생애
모렐은 초등학교 교사의 아들로 태어나 그르노블과 파리의 산부인과에서 공부해서 1913년에 박사 학위를 땄다. 제1차 세계대전 때는 군의관으로 종군했으며, 종전 후 베를린에서 '구식 치료법에 얽매이지 않는 의사'로 명성을 얻었고, 페르시아의 샤나 루마니아의 국왕이 그를 주치의로 두길 바랐지만 거절했다. 모렐은 후일의 노벨상 수상자 엘리 메치니코프에게 배움을 받기도 하고, 여러 대학의 교수로 활동했으며, 규모가 큰 제약회사의 대주주였고, 1936년에는 베를린의 번화가 쿠담 거리에서 잘 나가는 병원을 운영하고 있었다.

## 제3제국
모렐은 1933년에 나치당에 가입했다. 그 후 히틀러의 사진사인 하인리히 호프만을 치료해주면서 점차 인맥을 쌓았는데, 호프만과 에바 브라운으로부터 히틀러의 주치의로 소개받는다. 당시 피부 발진과 위장 가스로 고생하던 히틀러에게 모렐은 여러 의약품을 조합하여 히틀러의 증상들을 치료했고, 대다수의 나치 지도자들은 그를 높게 평가했으나 힘러와 괴링은 그가 돌팔이라고 느꼈다고 한다. 모렐은 이후 친위대 출신의 다른 주치의인 카를 브란트와 경쟁했는데, 히틀러는 모렐의 편을 자주 들어주었다. 이게 얼마나 심했냐면 1944년 10월 5일에 카를 브란트가 모렐의 약 처방에 반대하는 의견서를 내었는데, 히틀러는 이 의견서를 보고 역으로 카를 브란트를 신뢰하지 않게 되었을 정도였다. 이후 얼마 지나지 않아 카를은 아예 퓌러부 의사직에서 해임당하게 되었다. 하지만 카를의 판단은 아주 정확했고, 모렐이 만들던 약은 흥분제, 진정제와 몇몇 마약, 등등을 섞어 만든, 그야말로 겉만 멀쩡해 보이는 땜빵용이였다. 모렐이 만드는 약의 재료 중에선 일정 수치 이상 투여하면 사망에까지 이르는 것도 있었다. 그리고 히틀러는 이걸 벙커에 들어가기 직전까지 받았다. 그렇게 나치당 내에서 모렐을 의심하던 소수의 인원 중 한명인 카를이 해임당해 모렐은 히틀러 옆에서 계속 치료 활동을 빙자한 약물투여를 했고, 1944년에 7월에 히틀러 암살 미수 사건에도 모렐은 각종 약을 써서 히틀러의 기운을 차리게 했다. 그러나 1945년 4월에 자살 하기 전, 히틀러는 그의 도움이 이제 없어도 된다고 하며 그를 퓌러엄폐호에서 떠나게 해주었다.
히틀러는 말년으로 갈수록 병적으로 사람들을 의심했다. 가까운 모든 사람을 의심한 덕분에 히틀러는 나치 초기부터 동고동락한 괴링, 힘러 등의 측근들이 아니라 권력 서열의 저 아래에 있었던, 당대 기준으로 듣보잡에 가까운 카를 되니츠를 자신의 후계자로 선정했다. 측근들이 야심을 드러내는 상황에서 정치적 욕심을 보이지 않고 자기 일을 충실히 수행하는 모렐은 히틀러에게 신뢰할 만한 몇 없는 사람이었다. 게다가 모렐이 맡은 임무는 자신의 건강과 생명을 책임지는 것이다.
라인하르트 하이드리히가 체코에서 레지스탕스에게 피습당해 심한 패혈증으로 중태에 빠지자, 모렐은 당시 독일에서 개발한 항생제인 술폰아미드의 처방을 권고했다. 항생제 중 페니실린은 당시 독일에선 구할 수 없어서 대신 술폰아미드를 택한 것이다. 이 처방 자체는 의외로 정상이었다. 하지만 하이드리히의 치료를 맡았던 카를 게브하르트는 이 권고를 무시하였고, 결국 하이드리히는 패혈증으로 사망했다.

## 전후 생활
독일에서 마지막 비행기를 타려던 모렐은 미군에게 체포된다. 그러나 히틀러의 최측근이기는 했지만 카를 브란트와 카를 게프하르트 같이 의학실험을 핑계로 학살 같은 반인륜 범죄를 저지른 것도 아니고, 나치에 열혈 충성했으나 그가 한 일은 히틀러의 건강을 해친관리한 것 뿐이었기에 전범이나 학살자로 취급할 수도 없고, 잡아 가둘 죄도 명분도 없었다. 거기에 당시 모렐은 건강이 극도로 악화되어서 뇌졸중 등 여러 병을 앓던 상황이라 증인으로 법정에 세우기도 어려웠기 때문에 연합군은 모렐을 석방하고 집으로 돌려보낸다.
그리고 3년 뒤에 고향 테게른제에서 뇌졸중으로 별세한다. 이처럼 히틀러 주치의로 역사에 남게 되었지만, 히틀러와 가까이 있던 자들 중 거의 유일하게 어떠한 전쟁 범죄에도 연루되지 않아서, 같이 히틀러와 가까이 있던 자들이 처형당할 때 편히 침대에 누워 숨을 거뒀다.

### 참고 문헌
- Bullock, Alan (1962). 《Hitler: A Study in Tyranny》 rev.판. New York: Harper & Row. ISBN 0-06-131123-5.
- O'Donnell, James P. (2001) [1978]. 《The Bunker》. New York: Da Capo Press. ISBN 978-0-306-80958-3.
- Schramm, Percy Ernst (1978) "The Anatomy of a Dictator" in Hitler: The Man and the Military Leader. Detwiler, Donald S., ed. Malabar, Florida: Robert E. Kreiger Publishing Company. ISBN 0-89874-962-X; originally published as the introduction to Picker, Henry (1963) Hitlers Tischgespräche im Führerhauptquarter ("Hitler's Table Talk")
- Joachimsthaler, Anton (1999) [1995]. 《The Last Days of Hitler: The Legends, the Evidence, the Truth》. Trans. Helmut Bögler. London: Brockhampton Press. ISBN 978-1-86019-902-8.